# Алі Тані Джумаа
Алі Тані Джумаа (араб. علي ثاني جمعة, нар. 18 серпня 1968) — еміратський футболіст, що грав на позиції півзахисника за клуб «Шарджа», а також національну збірну ОАЕ, у складі якої був учасником чемпіонату світу 1990 року.

## Клубна кар'єра
На клубному рівні грав за команду клубу «Шарджа».

## Виступи за збірну
1989 року дебютував в офіційних матчах у складі національної збірної ОАЕ. Протягом кар'єри у національній команді, яка тривала 5 років, провів у формі головної команди країни 12 матчів, забивши 1 гол.
У складі збірної був учасником кубка Азії 1988 року у Катарі, а також чемпіонату світу 1990 року в Італії. На мундіалі взяв участь в усіх трьох матчах своєї команди на груповому етапі,  які вона програла з сумарним рахунком 2:11. В останній з цих ігор, програній югославам з рахунком 1:4, став автором єдиного голу еміратців.